# Časová pásma v Konžské demokratické republice

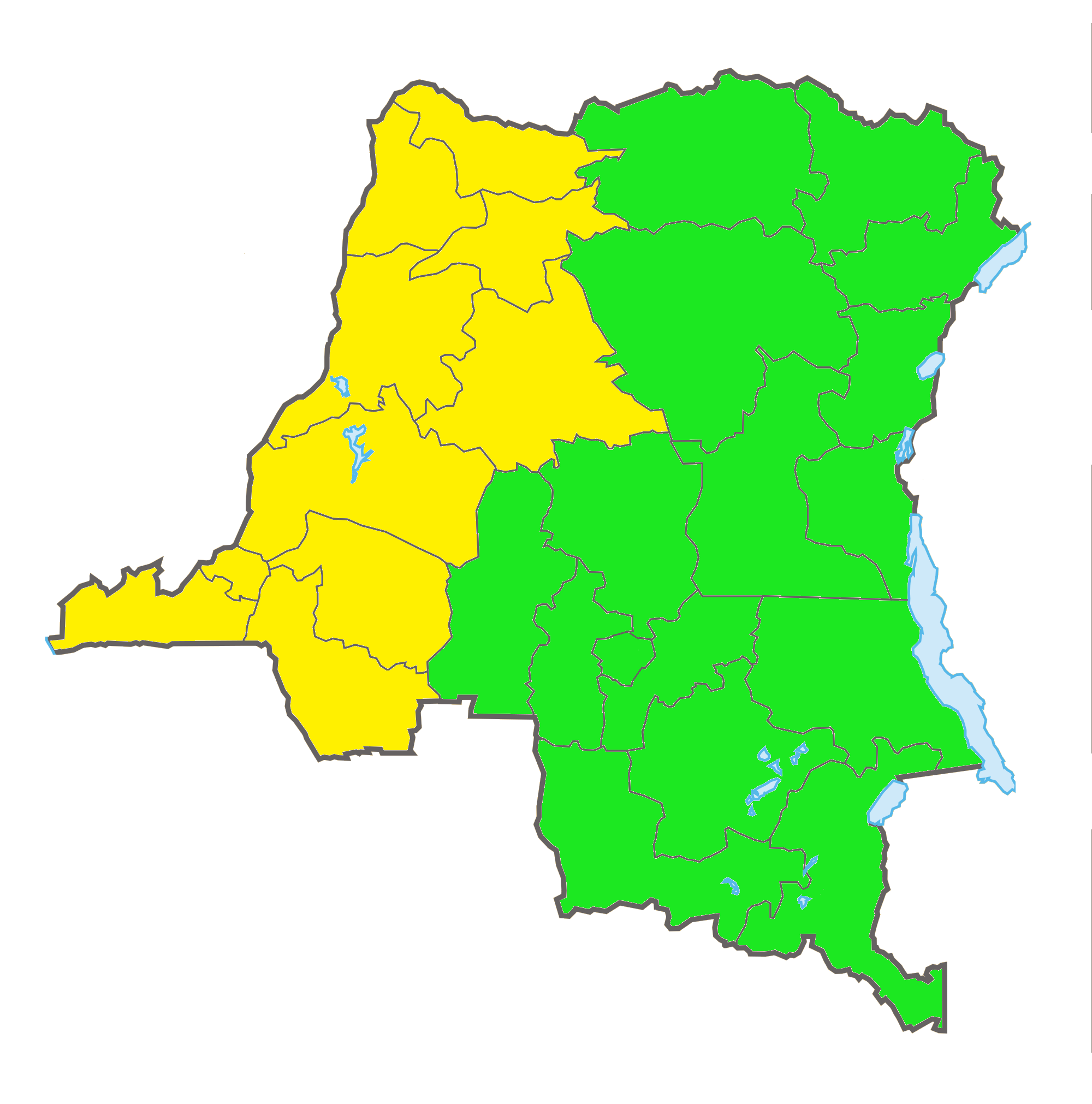
Časová pásma
UTC+1
UTC+2

Časová pásma v Konžské demokratické republice pokrývají délkový rozsah přibližně 19°4', což odpovídá časovému rozdílu nejvýchodnějšího a nejzápadnějšího cípu území Konžské demokratické republiky 1,27 hodiny, který je rozdělen do dvou standardních časových pásem. Sezónní změna času není zavedena.

## Standardizovaný čas
Na západě, kde leží hlavní město Kinshasa, platí čas UTC+01:00. Tento čas je zaveden v provinciích Jižní Ubangi, Kinshasa, Střední Kongo, Kwango, Kwilu, Mai-Ndombe, Mongala, Rovníková provincie, Severní Ubangi a Tshuapa.
Na východě platí čas UTC+02:00. Tento čas je zaveden v provinciích Dolní Uele, Horní Katanga, Horní Lomami, Horní Uele, Ituri, Jižní Kivu, Kasai, Lomami, Lualaba, Lulua, Maniema, Sankuru, Severní Kivu, Tanganyika, Tshopo a Východní Kasai.

## Historie
Kongo bylo rozděleno do dvou časových pásem 9. listopadu 1897, kdy kolonialisté upustili od místního slunečního času. Kromě upřesnění hranic mezi oběma zónami nedošlo od té doby k žádným změnám.